# Тямша
Тямша́ — деревня в Псковском районе Псковской области России. Административный центр Тямшанской волости Псковского района.
Расположена в 11 км к юго-западу от города Пскова. Псков осуществляет с деревней Тямша постоянные внутригородские автобусные маршруты № 116: Тямша-Псков (ж/д Вокзал) и № 360: пл.Ленина-Тямша

## Население
| 2001 | 2002  | 2010  | 2016  | 2017  | 2021  |
| ---- | ----- | ----- | ----- | ----- | ----- |
| 2619 | ↘2448 | ↘2410 | ↗2556 | ↘2413 | ↘2143 |

Численность населения деревни по оценке на конец 2000 года составляет 2619 жителей, на 2002 год — 2448 жителей
Большая часть населения работает в городе Пскове.

## Экономика

### Ситуация с птицефабрикой
В Тямше расположена птицефабрика «Псковская», деятельность которой в мае 2013 года была прекращена из-за непогашения долгов предприятием. В мае 2014 года были найдены инвесторы, которые обязались возобновить работу птицефабрики летом 2014 года. Осенью 2015 года птицефабрика возобновила свою работу, глава птицефабрики - Ксения Андреевская.

### По состоянию на 2020 год
В деревне работают или работали:
Совхоз Металлист - не работает
Столовая - закрыта, здание выкуплено "Пятёрочкой", отремонтировано и превращено в торговый центр. В нём расположились: магазин "Пятёрочка", магазин Великолукского мясокомбината, магазин сети разливных напитков "Litra", магазин "Бристоль", магазин сладостей и аптека - на улице Молодёжной.
Также в деревне есть пекарня (магазин "Каспи"), магазин "Ника", магазин "Джинн", магазин "Фунтик" и канцелярский магазин - на улице Солнечной.
Птицефабрика "Псковская" - в двух километрах от Тямши, вдоль трассы "Тямша - птицефабрика - СЭЗ "Моглино".